# Мекиберна
Мекиберна (на старогръцки: Μηκύβερνα, новогръцко произношение Микиверна) е античен гръцки град, чиито останки се намират на територията на днешна Северна Гърция, Халкидическия полуостров, част от дем Полигирос в административна област Централна Македония. Развалините на Мекиберна са на 1 km югоизточно от днешното село Каливес Полигиру. Мекиберна е независимо пристанище на Олинт на Торонийския залив.

## История
Мекиберна, чието име изглежда е от преди елинизма, не е основана като гръцка колония. Когато в VII век пр. Хр. тракийското племе ботеи (Βοττιαῖοι, Bottiaei) е изгонено от македоните от територията на Термайския залив и се заселва на Халкидика, основавайки Олинт, най-вероятно не прогонва местните хора, а заживява заедно с тях. В този смисъл историята на Мекиберна е сходна с тази на Олинт.
По време на Пелопонеската война Мекиберна е завладяна от Атина и атиняните разполагат свой гарнизон на пристанището. Въпреки присъствието на атински гарнизон, Мекиберна е нападната и завзета от Олинт през зимата на 421 година пр. Хр.
В 348 г. пр. Хр. цар Филип II Македонски предприема кампания в Халкидики и завзема ключовото пристанище Мекиберна, с което Олинт е изключително затруднен в получаването на подкрепления от Атина. След това Олинт e разрушен от Филип II Македонски.